# Île-Tudy
Île-Tudy (bretonisch Enez-Tudi) ist eine französische Gemeinde mit 745 Einwohnern (Stand 1. Januar 2022) im Département Finistère in der Bretagne. Sie ist nach dem heiligen Tudy benannt.

## Lage

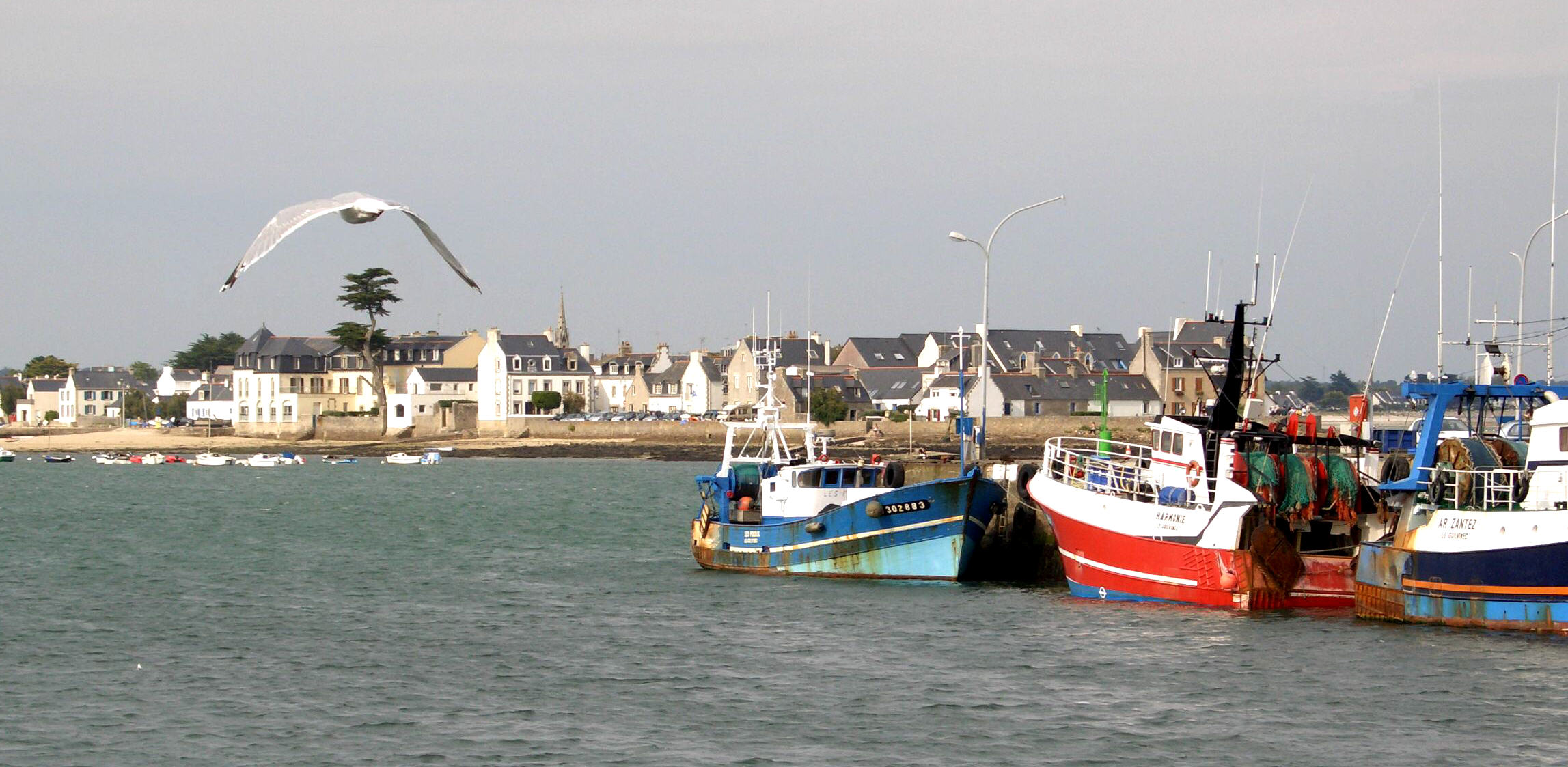
Île-Tudy von Loctudy aus gesehen

Der Urlaubsort liegt auf einer Halbinsel im Südwesten der Bretagne an der Atlantikküste bei Pont-l’Abbé. Auf der gegenüberliegenden Seite der Bucht liegt Loctudy.
Quimper liegt 17 Kilometer nördlich, Brest 63 Kilometer nördlich und Paris etwa 500 Kilometer östlich.

## Verkehr
Bei Quimper befinden sich die nächsten Abfahrten an der Schnellstraße E 60 (Brest-Nantes) und ein Regionalbahnhof an der überwiegend parallel verlaufenden Bahnlinie.
Der Bahnhof von Brest ist Endpunkt des TGV Atlantique nach Paris und die Flughäfen Aéroport de Brest Bretagne nahe Brest und Aéroport de Lorient Bretagne Sud bei Lorient sind die nächsten Regionalflughäfen.

## Bevölkerungsentwicklung
| Jahr                       | 1962 | 1968 | 1975 | 1982 | 1990 | 1999 | 2006 | 2017 |
| Einwohner                  | 701  | 634  | 541  | 552  | 518  | 611  | 679  | 741  |
| Quellen: Cassini und INSEE |      |      |      |      |      |      |      |      |

## Tourismus
An der Süd-Ostküste der Halbinsel befinden sich lange weiße Sandstrände. Im historischen Ortskern befindet sich die Pfarrkirche St-Tudy aus dem 15. Jahrhundert.